# Modin (Rosja)
Modin (ros. Модин) – osiedle w Rosji, w obwodzie saratowskim, w rejonie ozińskim. W 2010 liczyło 618 mieszkańców.